# Riccardo Brun
Riccardo Brun (Napoli, 21 maggio 1974) è uno scrittore, giornalista, sceneggiatore, produttore e autore televisivo italiano.

## Biografia
Ha iniziato come cronista a il Mattino di Napoli. Ha scritto per quotidiani e riviste (il Mattino, il manifesto, Carta (periodico), Diario (periodico), Liberazione (quotidiano)) ed è stato il direttore del magazine di eventi e approfondimenti culturali Romac'è.
Ha scritto numerosi racconti e cinque romanzi: Carissimo L (con cui ha ricevuto la Menzione Speciale al Premio Elsa Morante), Genova Express, La Città di Sotto, La Propaganda (menzione Speciale Premio Torre Petrosa) e L'Assedio. Fa parte del gruppo di scrittori che conducono il laboratorio di scrittura con i ragazzini reclusi nell'Istituto Penale Minorile di Nisida
È autore di varie sceneggiature cinematografiche tra le quali In ascolto, Premio per la miglior sceneggiatura al Magna Graecia Film Festival, Racconto di guerra, vincitore del David di Donatello e La santa, presentato in anteprima al Festival internazionale del film di Roma.
Nel 2009 ha fondato con Francesco Siciliano e Paolo Rossetti la casa di produzione Panamafilm con la quale ha prodotto, oltre a svariati film e documentari, i programmi di Raitre Stato civile - L'amore è uguale per tutti e Non ho l'età (programma televisivo)

## Opere

### Romanzi
- Carissimo L, scritto con Massimo Ricciuti, Napoli, Guida Editore, 2000, Menzione Speciale al Premio Elsa Morante 2001. ISBN 88-7188-420-5.
- Genova Express, Roma, Manifestolibri, 2002. ISBN 88-7285-273-0
- La Città di sotto, Roma, Stampa Alternativa, 2006. ISBN 88-7226-925-3.
- La Propaganda (1899-1900: i due anni in cui rivoltammo Napoli), Napoli, Caracò, 2011, Menzione Speciale al Premio Torre Petrosa 2012. ISBN 978-8897567011.
- L'Assedio, Milano, Novecento Editore, 2014. ISBN 978-88-95411-57-6
- L'ultima prova, scritto con il collettivo I Nisidiani, Napoli, Guida Editore, 2018. ISBN 978-8868664107

### Saggi
- Quando meno te lo aspetti, con Paolo Rossetti e Francesco Siciliano, Milano, Longanesi, 2018.

### Curatele e altre pubblicazioni
- Chilometro 43, in La Ferita. Racconti per le vittime innocenti di camorra, Napoli, Ad Est Dell'Equatore, 2009
- Quei battiti così forti del cuore, in Italia Underground, Roma, Sandro Teti, 2009
- Tra i Banchi, otto incursioni narrative nella scuola del nuovo millennio, a cura di Riccardo Brun, L'ancora del mediterraneo, 2009
- Qui si Chiama Fatica, storie, racconti e reportage dal mondo del lavoro, a cura di Riccardo Brun, L'ancora del mediterraneo, 2010
- Un giorno perfetto in I superdotati, Napoli, Ad Est Dell'Equatore, 2010
- 2046, in Racconti per Nisida, Napoli, Guida, 2011
- Il visitatore notturno, in Racconti per Nisida e l'Unità d'Italia, Napoli, Guida, 2012
- Superfly, in Caffè di Napoli, a cura di Pier Antonio Toma, Napoli, Compagnia dei Trovatori, 2015
- Il re di Forcella, in Fischio Finale, Milano, Novecento, 2015
- Ballata del tuo ritorno a casa, in Fuori. Racconti per ragazzi che escono da Nisida, Napoli, Caracò, 2015
- Memorie di un topo di fogna, in Le parole felici. Esercizi di immaginazione a Nisida, Napoli, Guida, 2016
- O tutte e due le cose insieme, in La carta e la vita: le ragazze e i ragazzi di Nisida raccontano la Costituzione, Napoli, Guida, 2017
- Io non tengo paura di nessuno, in Dietro l'angolo c'è ancora strada: per un lessico nisidiano, Napoli, Guida, 2020
- La prossima curva, in Liberare il futuro: leggere e scrivere a Nisida al tempo della pandemia, Napoli, Guida, 2021

### Testi teatrali
- Conversazione con Hugo Pratt monologo interpretato da Antonella Mahieux, per la regia di Mario Gelardi, pubblicato in Presente Indicativo, AD Est Dell'Equatore, 2010. ISBN 978-88-95797-13-7.

## Filmografia parziale

### Sceneggiatore
- L'ultimo rimasto in piedi regia di Ugo Capolupo (2001), miglior film al Siena International Short Film Festival 2002.
- Racconto di guerra, regia di Mario Amura (2002), vincitore del David di Donatello 2003 (come cortometraggio).
- In Ascolto (The Listening), regia di Giacomo Martelli (2006), Premio come miglior soggetto al Festival del Cinema di Taormina, miglior sceneggiatura al Magna Graecia Film Festival e Premio per la Miglior attrice protagonista a Maya Sansa al Festival Europa-Cinema
- Terremoto'80 (documentario) regia di Fabrizio Bancale (2010)
- Le Grandi sfide Napoli Juventus, (documentario) regia di Fabrizio Bancale (2011)
- Bruno Pesaola o' Petisso, (documentario) regia di Fabrizio Bancale (2011)
- Luís Vinício o' Lione, (documentario) regia di Fabrizio Bancale (2011)
- Montefusco e Juliano, (documentario) regia di Fabrizio Bancale (2011)
- Diego Armando Maradona, (documentario) regia di Fabrizio Bancale (2011)
- Antonio De Oliveira F. Careca, (documentario) regia di Fabrizio Bancale (2011)
- La santa, regia di Cosimo Alemà (2013), selezione fuori concorso al Festival Internazionale del Film di Roma 2013
- Zeta - Una storia hip-hop, regia di Cosimo Alemà (2016)
- Road to Cortina 2021, (documentario) regia di Cosimo Alemà (2021)
- Giselle (documentario), regia di Riccardo Brun, Annalisa Mutariello, Paolo Rossetti, Francesco Siciliano (2021), evento speciale al Torino Film Festival 2021
- Prima della messa - Bernstein a Caracalla (documentario), regia di Annalisa Mutariello

### Autore TV
- Stato civile - L'amore è uguale per tutti (RAI 3, 2016)
- Non ho l'età (programma televisivo) (RAI 3, 2018)
- Donne che sfidano il mondo (TV 2000, 2020)
- Scrittori Fuoriclasse (RaiPlay, 2020)
- Corpo di ballo - L'avventura di Giselle alla Scala (RaiPlay, 2021)

### Produttore
- La Santa, regia di Cosimo Alemà (2013), selezione fuori concorso al Festival Internazionale del Film di Roma 2013
- Zeta - Una storia hip-hop, regia di Cosimo Alemà (2016)
- Stato civile - L'amore è uguale per tutti (RAI 3, 2016)
- Non ho l'età (programma televisivo) (RAI 3, 2018)
- Il Perdono, regia di Marcello Cotugno (2019)
- Donne che sfidano il mondo (TV 2000, 2020)
- Scrittori Fuoriclasse (RaiPlay, 2020)
- Corpo di ballo - L'avventura di Giselle alla Scala (RaiPlay, 2021)
- Road to Cortina 2021, (documentario) regia di Cosimo Alemà (RAI 2, 2021)
- Giselle (documentario), regia di Riccardo Brun, Annalisa Mutariello, Paolo Rossetti, Francesco Siciliano (2021), evento speciale al Torino Film Festival
- Kindeswhol, il bene del bambino, regia di Franco Angeli (2022), evento speciale al Bari International Film Festival
- Scuola di danza (RaiPlay, 2022)
- 5 minuti prima, regia di Duccio Chiarini, (RaiPlay, 2022)
- Prima della messa - Bernstein a Caracalla, regia di Annalisa Mutariello, (Rai 3, 2023)
- Italo Calvino - Lo scrittore sugli alberi, regia di Duccio Chiarini, (Rai 1, 2023)
- Moda - Una rivoluzione italiana, regia di Laura Chiossone, (Sky, 2024)
- Chi vuole parlare d'amore, regia di Isabel Achaval e Chiara Bondì, (RaiPlay, 2024)

## Premi e Riconoscimenti
- 2001 - Menzione Speciale al Premio Elsa Morante per Carissimo L
- 2003 - Premio Storie di Cinema per la miglior sceneggiatura per Racconto di guerra
- 2006 - Premio Tonino Guerra per il miglior soggetto al Festival di Taormina per In Ascolto
- 2006 - Premio per la miglior sceneggiatura al Magna Graecia Film Festival per In Ascolto
- 2011 - Menzione Speciale Premio Torre Petrosa per La Propaganda
- 2017 - Premio per il miglior programma televisivo dell'anno ai Diversity Media Awards per Stato civile - L'amore è uguale per tutti
- 2019 - Premio Moige intrattenimento cultura e informazione per Non ho l'età (programma televisivo)